# Nadym
Pour les articles homonymes, voir Nadym (homonymie).
Nadym (en russe : Надым) est une ville du district autonome des Iamalo-Nenets, en Russie, et le centre administratif du raïon de Nadym. Sa population s'élevait à 44 830 habitants en 2020.

## Géographie
Nadym est située sur la rive gauche de la rivière Piakoupour, à 294 km à l'est-sud-est de Salekhard et à 2 164 km au nord-est de Moscou.

## Histoire
La première mention de Nadym se trouve dans des chroniques russes de l'année 1598. La localité figure sur des cartes russes du XVIIIe siècle, mais elle fut désertée dans la seconde moitié du XIXe siècle.
Entre 1949 et 1953, des prisonniers du Goulag construisirent une voie ferrée entre Salekhard et Igarka. Les travaux furent interrompus après la mort de Staline, mais la voie ferrée fonctionna entre Salekhard et Nadym, sur près de 350 km, des années 1950 à 1990.
Nadym fut rétablie en 1968, après la découverte du gisement de gaz de Medvejié à proximité, l'année précédente. Elle a le statut de ville depuis le 9 mars 1972.
Dans l'école n° 2 de Nadym se trouve un musée consacré à Tania Savitcheva, morte à l'âge de 14 ans pendant le siège de Léningrad, durant lequel elle a tenu son journal.

## Population
Recensements ou estimations de la population
| 1959* | 1970* | 1979*  | 1989*  | 2002*  | 2006   | 2010*  | 2012   |
| ----- | ----- | ------ | ------ | ------ | ------ | ------ | ------ |
| 300   | 900   | 26 058 | 52 586 | 45 943 | 48 847 | 46 611 | 47 360 |

| 2013   | 2014   | 2015   | 2016   | 2017   | 2018   | 2019   | 2020   |
| ------ | ------ | ------ | ------ | ------ | ------ | ------ | ------ |
| 46 765 | 45 792 | 45 766 | 44 940 | 44 660 | 44 594 | 44 705 | 44 830 |

## Galerie

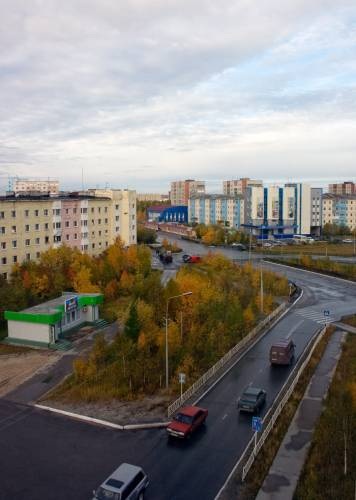
Leningrad prospekt
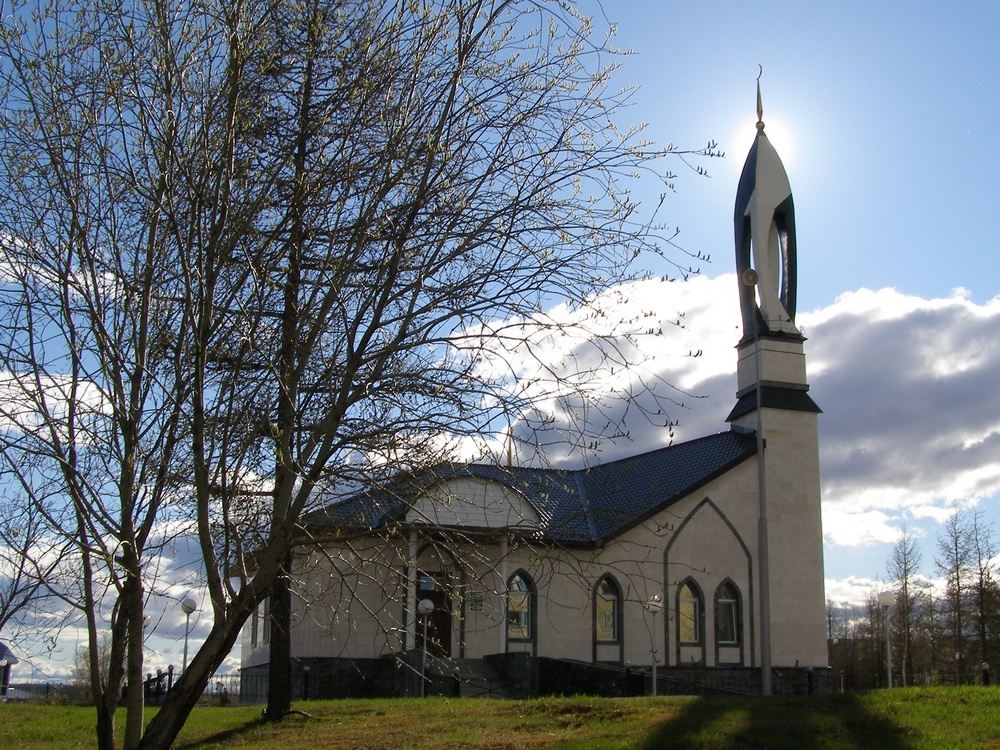
Mosquée de Nadym
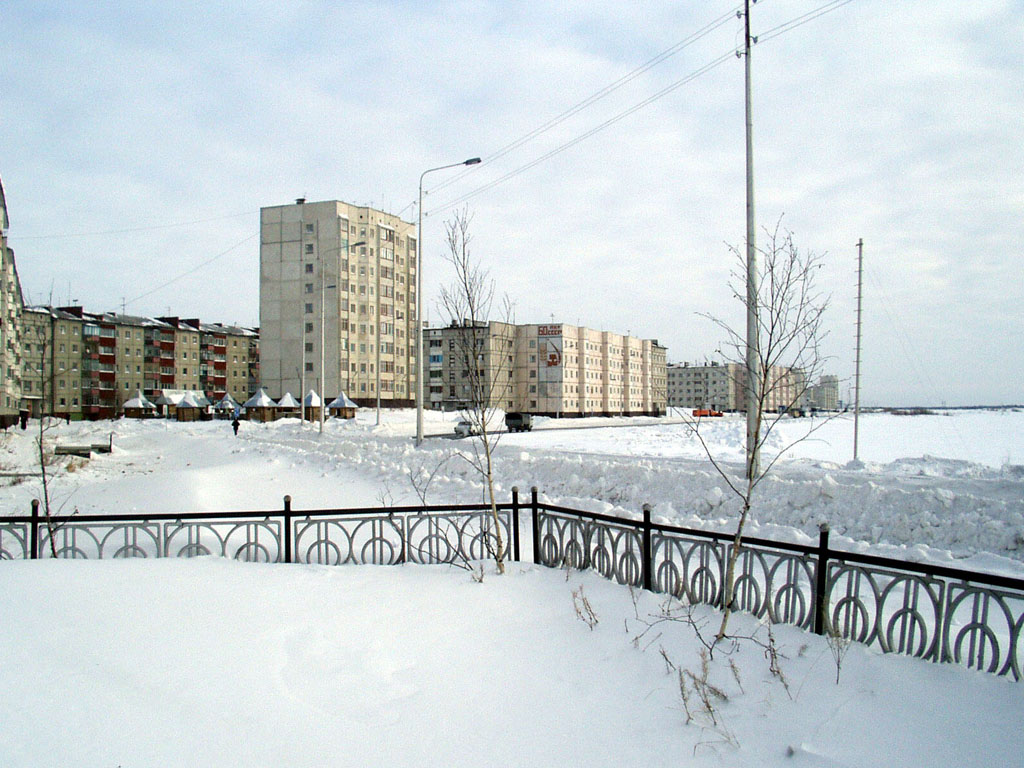

## Climat
- La température moyenne annuelle est de −6,5 °C[4].
- L'humidité moyenne est de 75,2 %.
- La vitesse moyenne du vent est de 3,1 m/s.
- Le record de froid est de −62 °C[4].
- Le record de chaleur est de 35 °C[4].

| Mois                                        | jan.       | fév.       | mars       | avril      | mai        | juin      | jui.      | août      | sep.       | oct.     | nov.       | déc.       | année      |
| ------------------------------------------- | ---------- | ---------- | ---------- | ---------- | ---------- | --------- | --------- | --------- | ---------- | -------- | ---------- | ---------- | ---------- |
| Température minimale moyenne (°C)           | −27        | −26        | −18,2      | −11,5      | −2,6       | 6,9       | 10,9      | 8,4       | 2,8        | −5,8     | −19,3      | −25        | −8,9       |
| Température moyenne (°C)                    | −22,7      | −21,3      | −12,8      | −6,2       | 1,6        | 11,7      | 16        | 12,4      | 6          | −2,9     | −15,3      | −20,5      | −4,5       |
| Température maximale moyenne (°C)           | −18,7      | −16,9      | −7,5       | −1,1       | 6,2        | 16,9      | 21,2      | 16,9      | 9,6        | −0,1     | −11,5      | −16,4      | −0,1       |
| Record de froid (°C) date du record         | −57,7 1973 | −52,2 1979 | −47,2 1957 | −39,2 1984 | −25,6 1983 | −8,1 1968 | −1,1 1957 | −5 1963   | −10,4 2013 | −41 1977 | −47,5 1960 | −50,4 1959 | −57,7 1973 |
| Record de chaleur (°C) date du record       | 1,7 1995   | 1,5 2016   | 10,6 2008  | 20,7 1995  | 32,3 2021  | 34,2 2012 | 34,7 1990 | 32,7 2021 | 25,7 2009  | 17 2009  | 7 1967     | 2 1971     | 34,7 1990  |
| Précipitations (mm)                         | 25         | 21         | 28         | 33         | 38         | 65        | 68        | 73        | 50         | 59       | 39         | 29         | 528        |
| Record de pluie en 24 h (mm) date du record | 11 1977    | 9 1963     | 16 2012    | 27 2011    | 24 1977    | 43 2011   | 68 1966   | 56 1996   | 40 1990    | 70 1977  | 15 2010    | 9 1990     | 70 1977    |

| Diagramme climatique                                  |            |             |             |           |           |            |           |          |            |              |            |
| J                                                     | F          | M           | A           | M         | J         | J          | A         | S        | O          | N            | D          |
| −18,7−2725                                            | −16,9−2621 | −7,5−18,228 | −1,1−11,533 | 6,2−2,638 | 16,96,965 | 21,210,968 | 16,98,473 | 9,62,850 | −0,1−5,859 | −11,5−19,339 | −16,4−2529 |
| Moyennes : • Temp. maxi et mini °C • Précipitation mm |            |             |             |           |           |            |           |          |            |              |            |

## Économie
La principale entreprise de la ville est Nadymgazprom, qui réalise 40 pour cent de la production totale de gaz de Russie. On trouve également plusieurs entreprises de construction.

## Jumelage
Nadym possède un accord de jumelage avec :
- Tromsø  (Norvège) depuis 2008